# Edward Gabriel Risi
Edward Gabriel Risi OMI (* 6. Januar 1949 in Johannesburg) ist Bischof von Keimoes-Upington.

## Leben
Edward Gabriel Risi trat der Ordensgemeinschaft der Oblaten (OMI) bei und der Weihbischof in Johannesburg, Peter Fanyana John Butelezi OMI, weihte ihn am 12. Juli 1974 zum Priester. 
Papst Johannes Paul II.  ernannte ihn am 5. Juli 2000 zum Bischof von Keimoes-Upington. Die Bischofsweihe spendete ihm der Erzbischof von Bloemfontein, Buti Joseph Tlhagale OMI, am 14. Oktober desselben Jahres; Mitkonsekratoren waren Zithulele Patrick Mvemve, Bischof von Klerksdorp, und Anthony Chiminello OSFS, Bischof von Keetmanshoop.